# Lepanthes melpomene
Lepanthes melpomene är en orkidéart som beskrevs av Carlyle August Luer och Alexander Charles Hirtz. Lepanthes melpomene ingår i släktet Lepanthes och familjen orkidéer. Inga underarter finns listade i Catalogue of Life.